# Ur (zespół muzyczny)
UR – polski zespół muzyczny powstały z inicjatywy Michała Kwiatkowskiego (Kazik na Żywo) w 2000 r. Pierwsza płyta formacji o tytule „UR” nagrana z udziałem Pawła Nazimka i Sidneya Polaka (T.Love) oraz Adama Burzyńskiego (Kazik na Żywo, Kobranocka), ukazała się w 2001 r. Na drugiej płycie Sidneya Polaka zastąpił na perkusji Kuba Jabłoński (Lady Pank) saksofony nagrał gościnnie Tomek Glazik (Kult), a organy Romek Kunikowski (Anita Lipnicka & John Porter, Edyta Bartosiewicz). Do koncertowego składu zespołu dołączyli także gitarzysta Piotr Winnicki (Anita Lipnicka & John Porter) i saksofonista Tomasz Hołówka. Po nagraniu krążka w składzie nastąpiła kolejna zmiana - na perkusji Kubę Jabłońskiego zastąpił Grzegorz "Budzik" Chudek, na co dzień technik zespołu T.Love, grający także na perkusji w formacji Babylon Raus. Aktualnie zespół występuje jako trio.

## Skład koncertowy
- Michał Kwiatkowski (gitara,bas, śpiew)
- Paweł Nazimek (bas, gitara, śpiew)
- Grzegorz „Budzik” Chudek (perkusja)

## Dyskografia
- Ur (2001)
- Spirit (2007)
- Syntetyczna wiosna (2012)